# VW Touareg III
| Sterne im Euro-NCAP-Crashtest (2018) | 5 Sterne im Euro-NCAP-Crashtest |

Der VW Touareg (Typ CR) ist die dritte Generation des Sport Utility Vehicle (SUV) Touareg von Volkswagen und wurde am 23. März 2018 erstmals der Öffentlichkeit vorgestellt. Das Fahrzeug basiert auf dem modularen Längsbaukasten und teilt sich somit die Plattform mit der zweiten Generation des Audi Q7, der dritten Generation des Porsche Cayenne und den ersten Generationen des Lamborghini Urus und Bentley Bentayga. Eine überarbeitete Version der Baureihe wurde am 24. Mai 2023 präsentiert. Volkswagen plant, das Modell im Jahr 2026 ersatzlos auslaufen zu lassen.

## Karosserie
Gegenüber dem Vorgängermodell ist der Touareg 44 mm breiter und 77 mm länger, jedoch 7 mm niedriger. Der cw-Wert konnte von 0,35 auf 0,32 verringert werden, und die Karosserie wiegt trotz der gewachsenen Abmessungen 106 kg weniger als beim Vorgänger. Die Gewichtsreduktion der Karosserie beruht auf der Verwendung von 48 % Aluminium und 52 % Stahl, sowie teilweise hoch- und höchstfester Stähle, welche geringere Materialstärken bei gleichen Festigkeiten zulassen. Bei aufgestellter Rückbank beträgt das Kofferraumvolumen nun 810 statt 697 Liter beim Touareg II (7P). Der Wendekreis beträgt 12,2 Meter, in Verbindung mit der auf Wunsch erhältlichen Allradlenkung 11,2 Meter. In Verbindung mit der aufpreispflichtigen Luftfederung beträgt die maximale Bodenfreiheit 258 mm, die Steigfähigkeit liegt für alle Motorisierungen bei 60 % und die Wattiefe bei 490 mm (570 mm mit Luftfederung). Der Rampenwinkel beträgt 18,5° und 25° mit Luftfederung. Für den Fußgängerschutz bei Kollisionen wird eine sogenannte aktive Motorhaube mit pyrotechnischen Auslösern an den Scharnieren eingesetzt, die die Motorhaube bei einer Kollision mit einem Fußgänger einige Zentimeter anheben. Damit entsteht eine größere Verformungszone und die Verletzungsgefahr wird verringert.

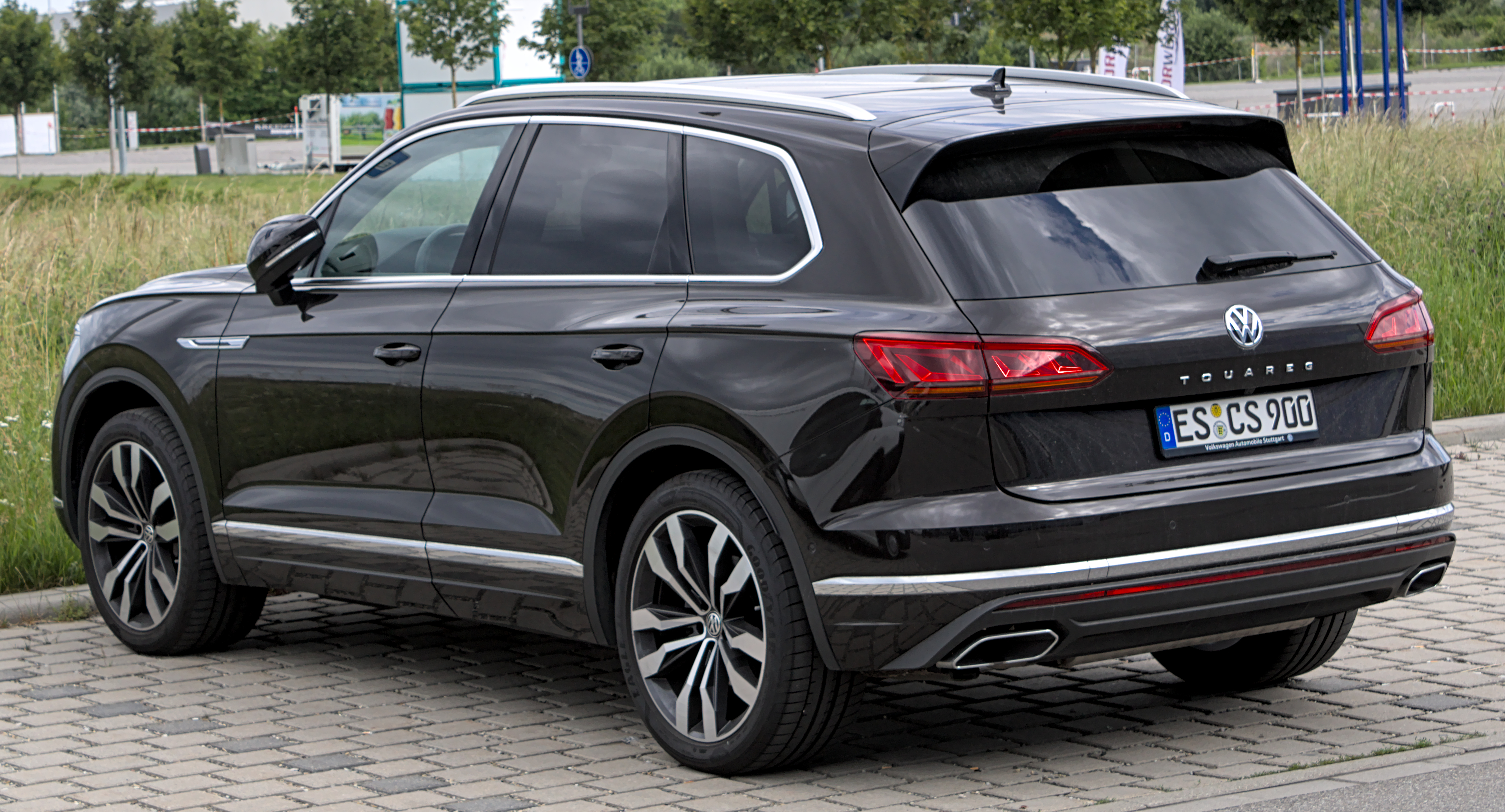
Heckansicht
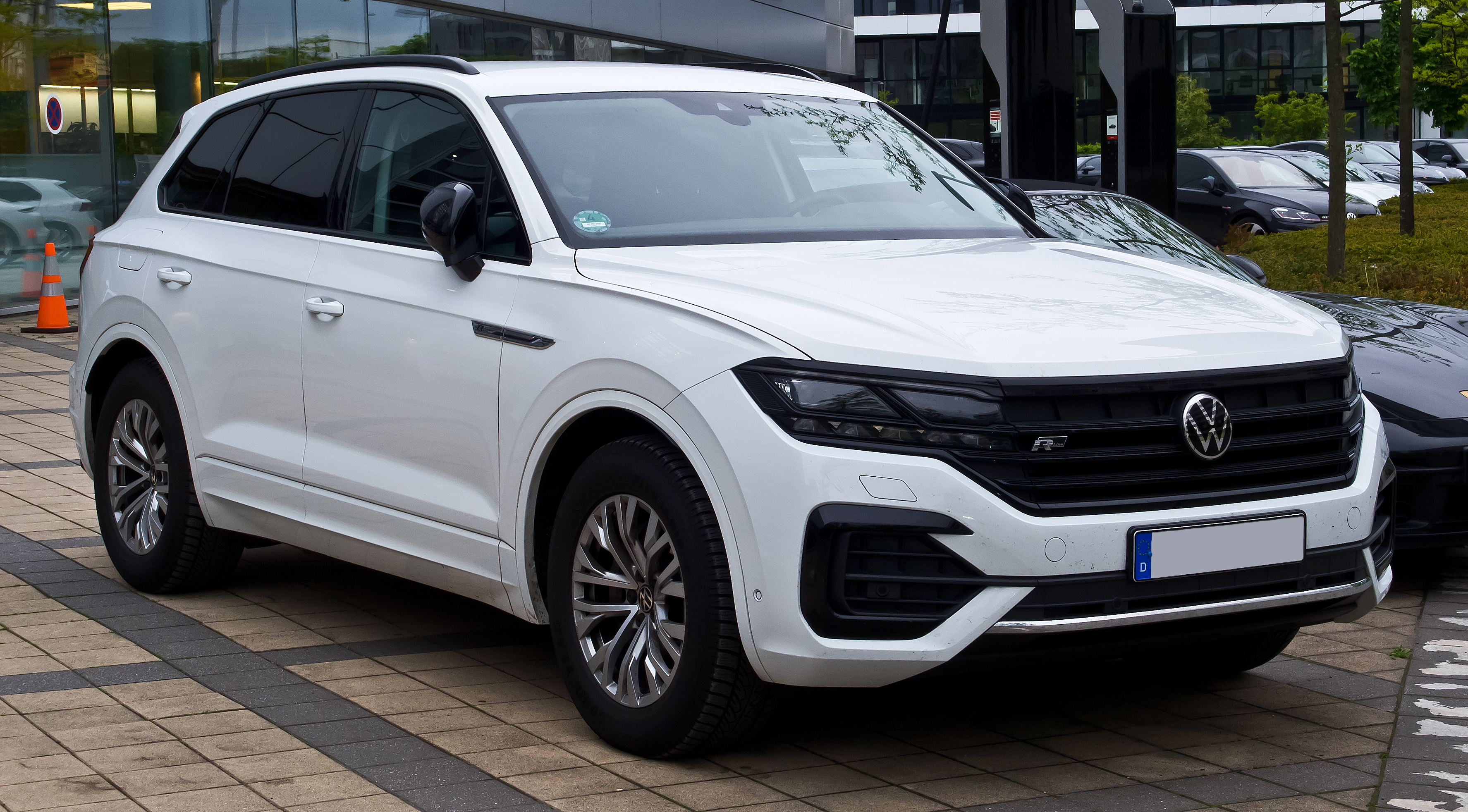
VW Touareg R-Line (2018–2023)
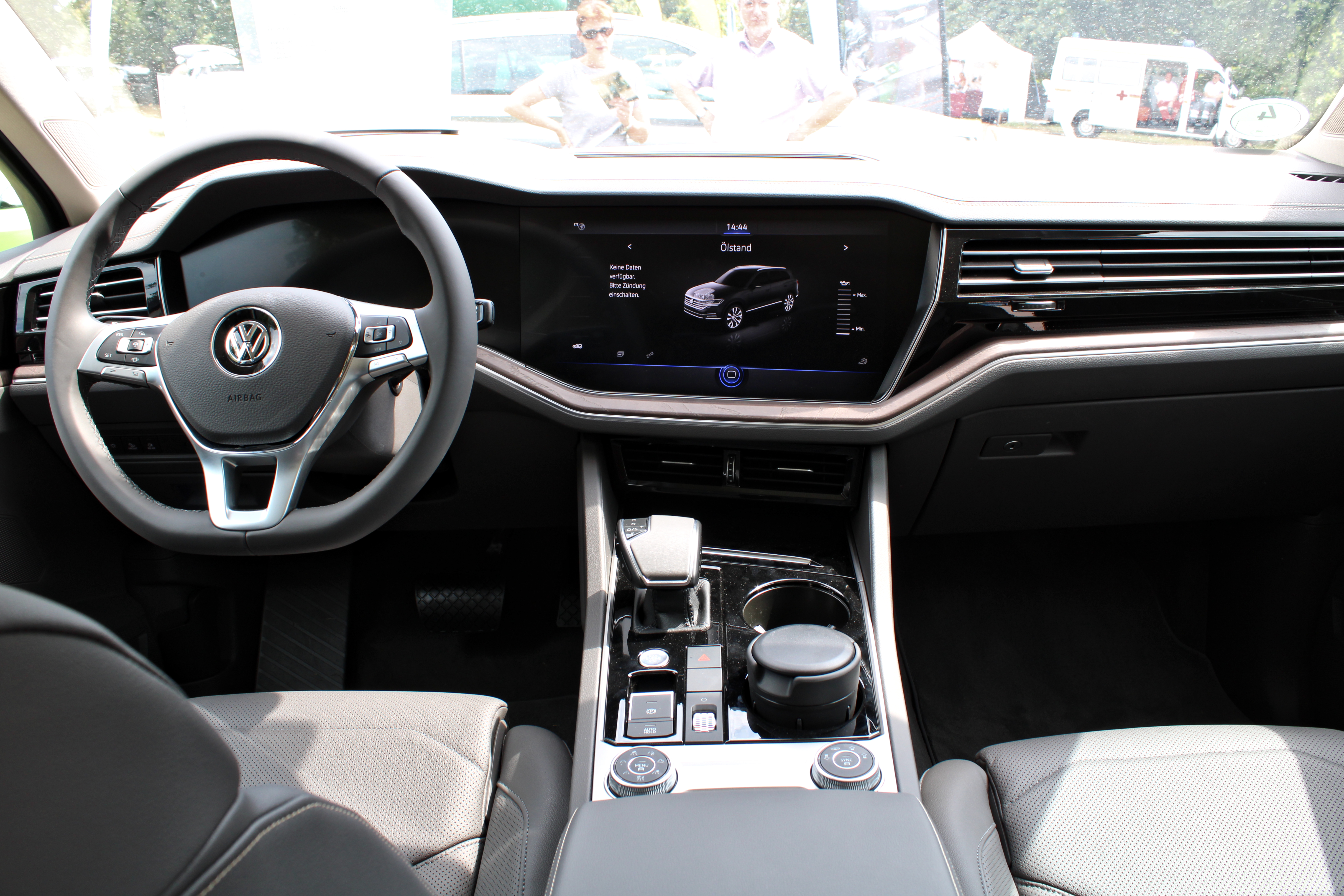
Innenraum
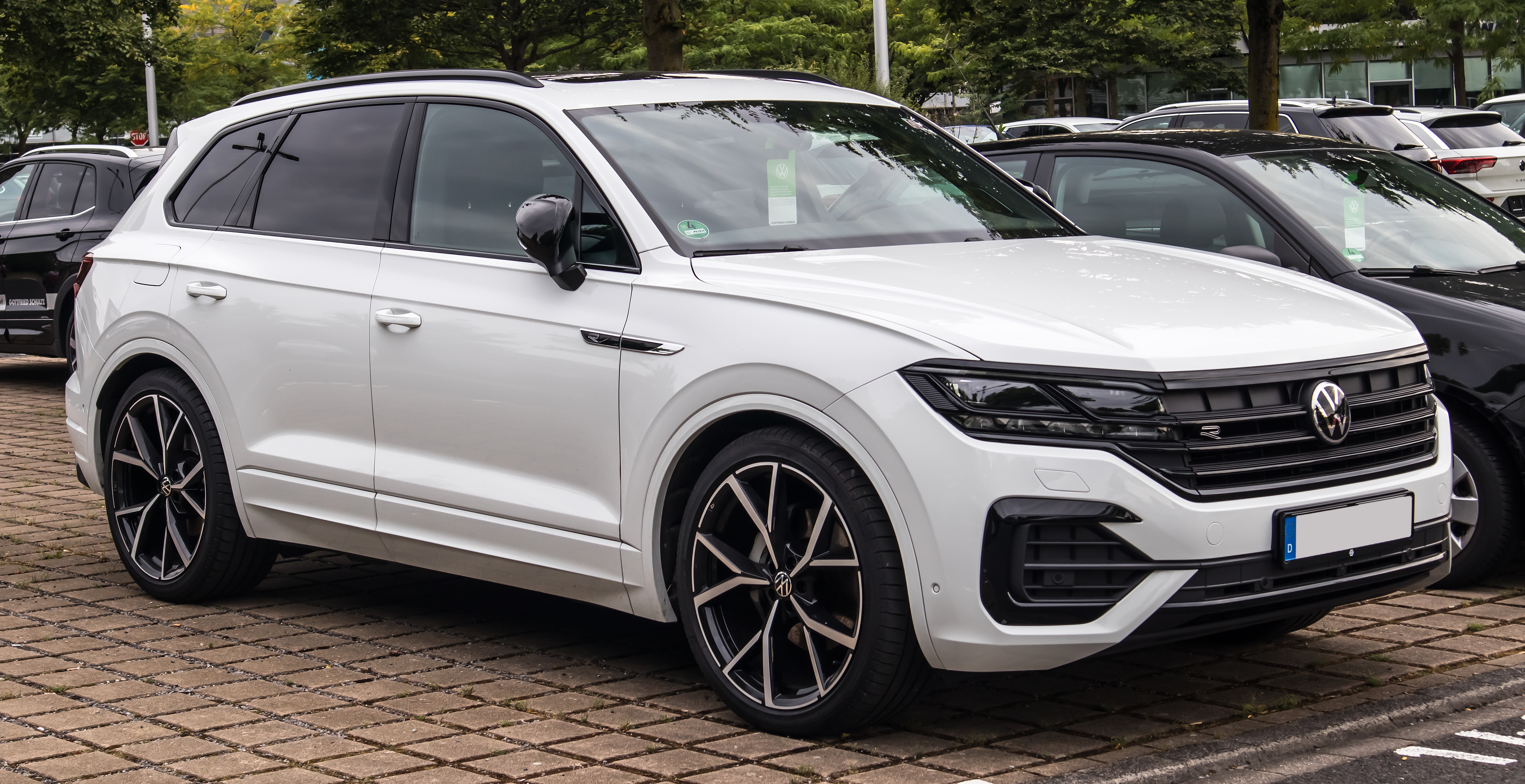
VW Touareg R (2020–2023)
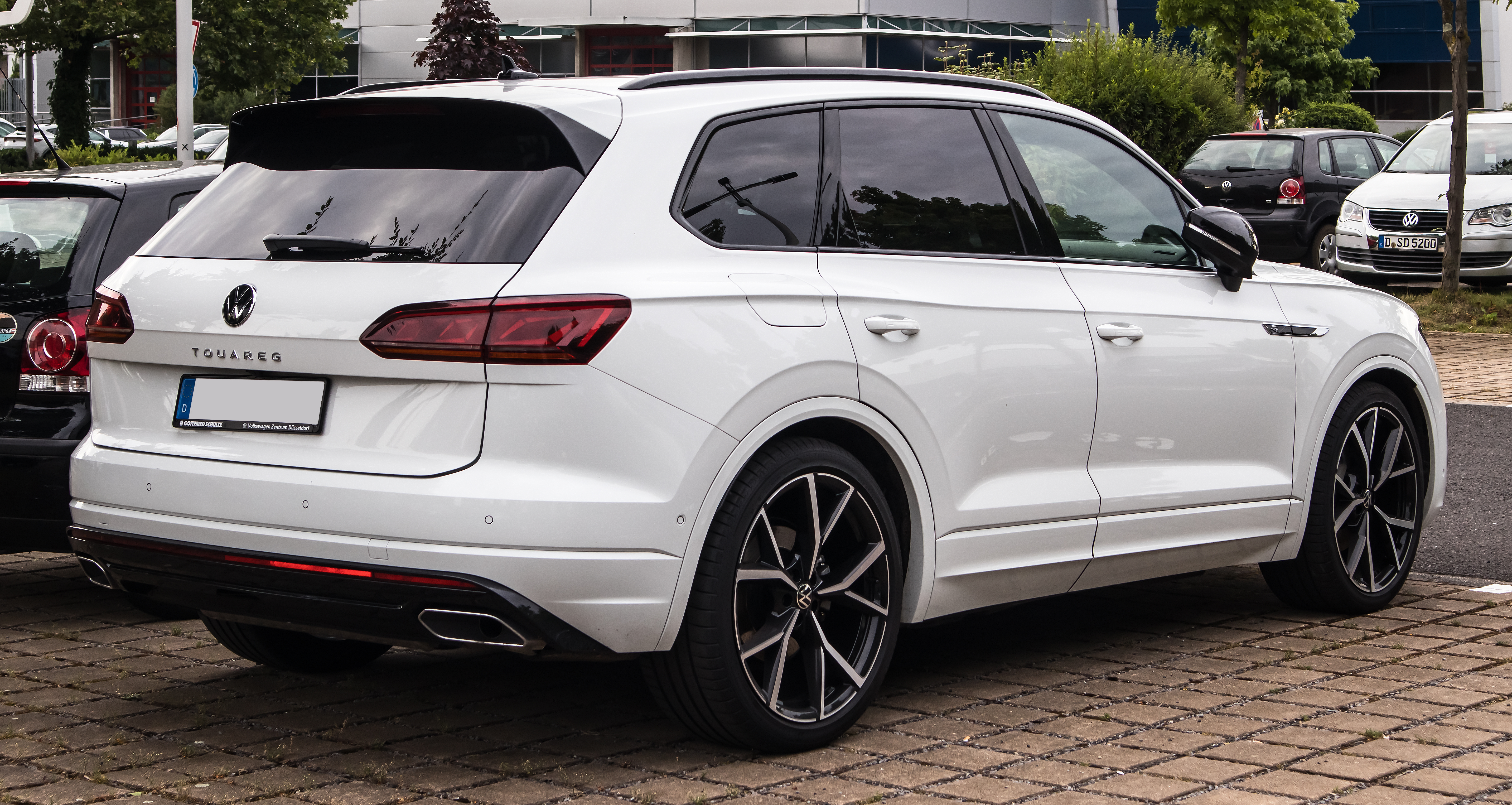
Heckansicht
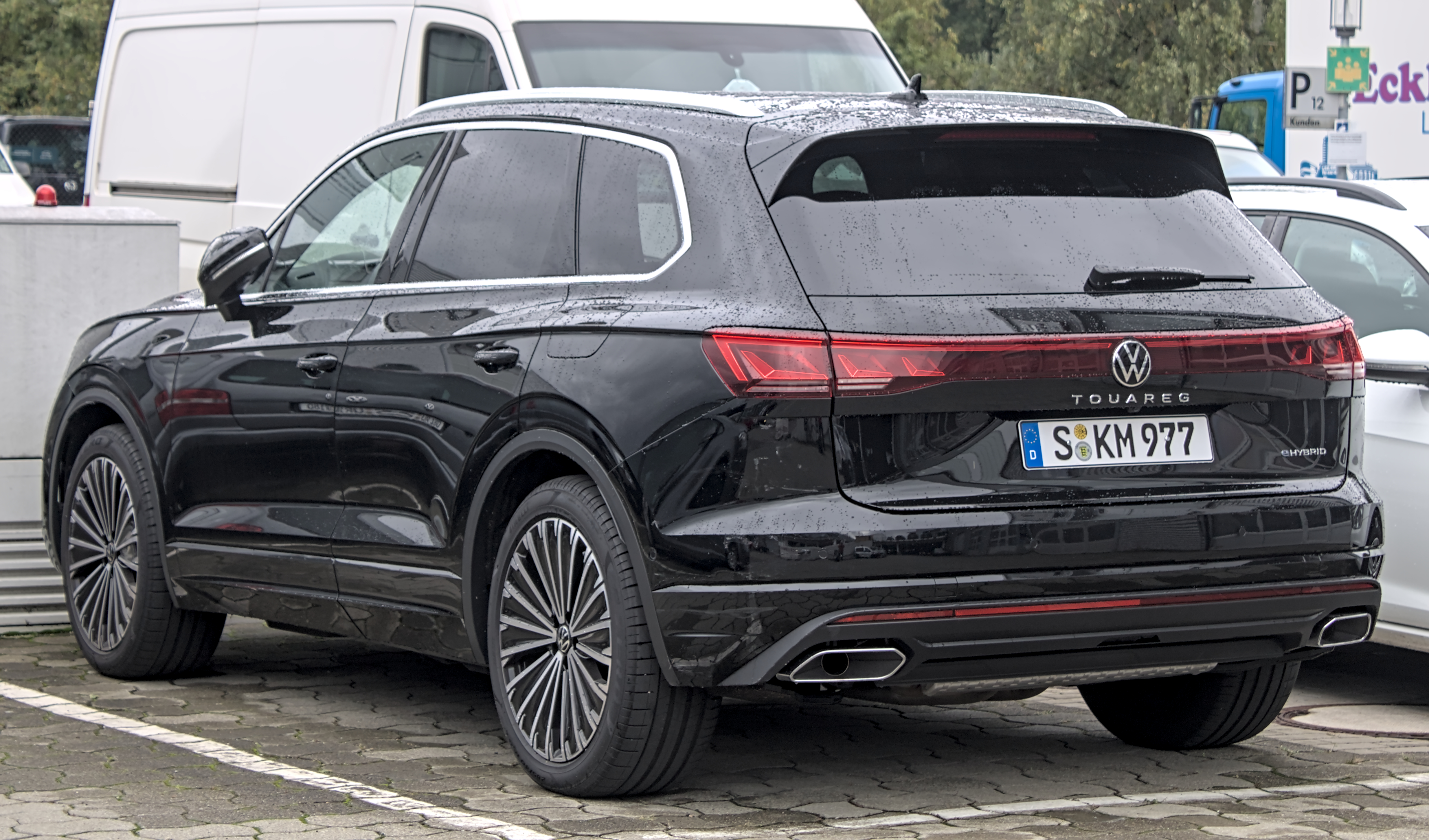
VW Touareg (seit 2023)
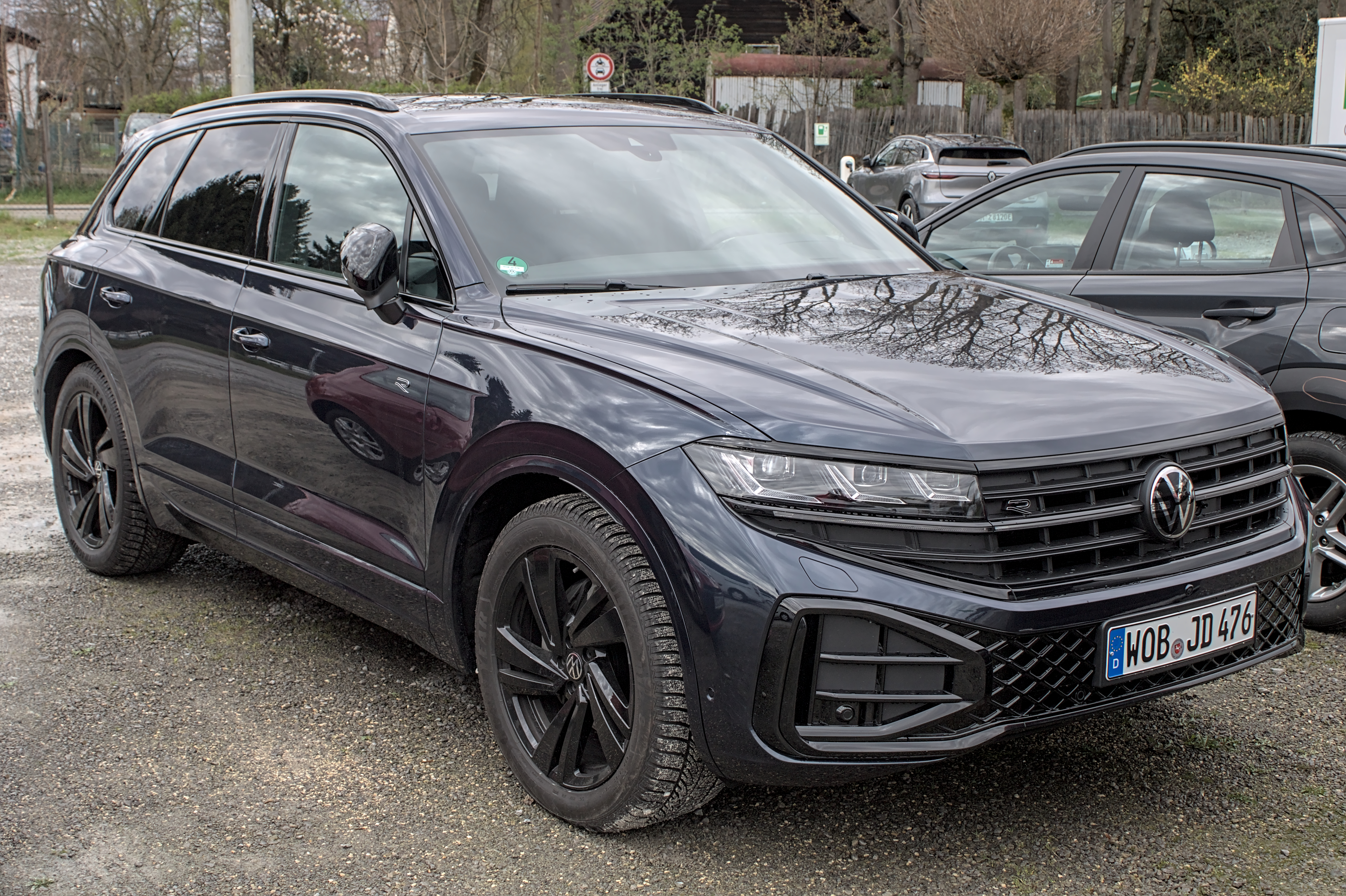
VW Touareg R-Line (seit 2023)
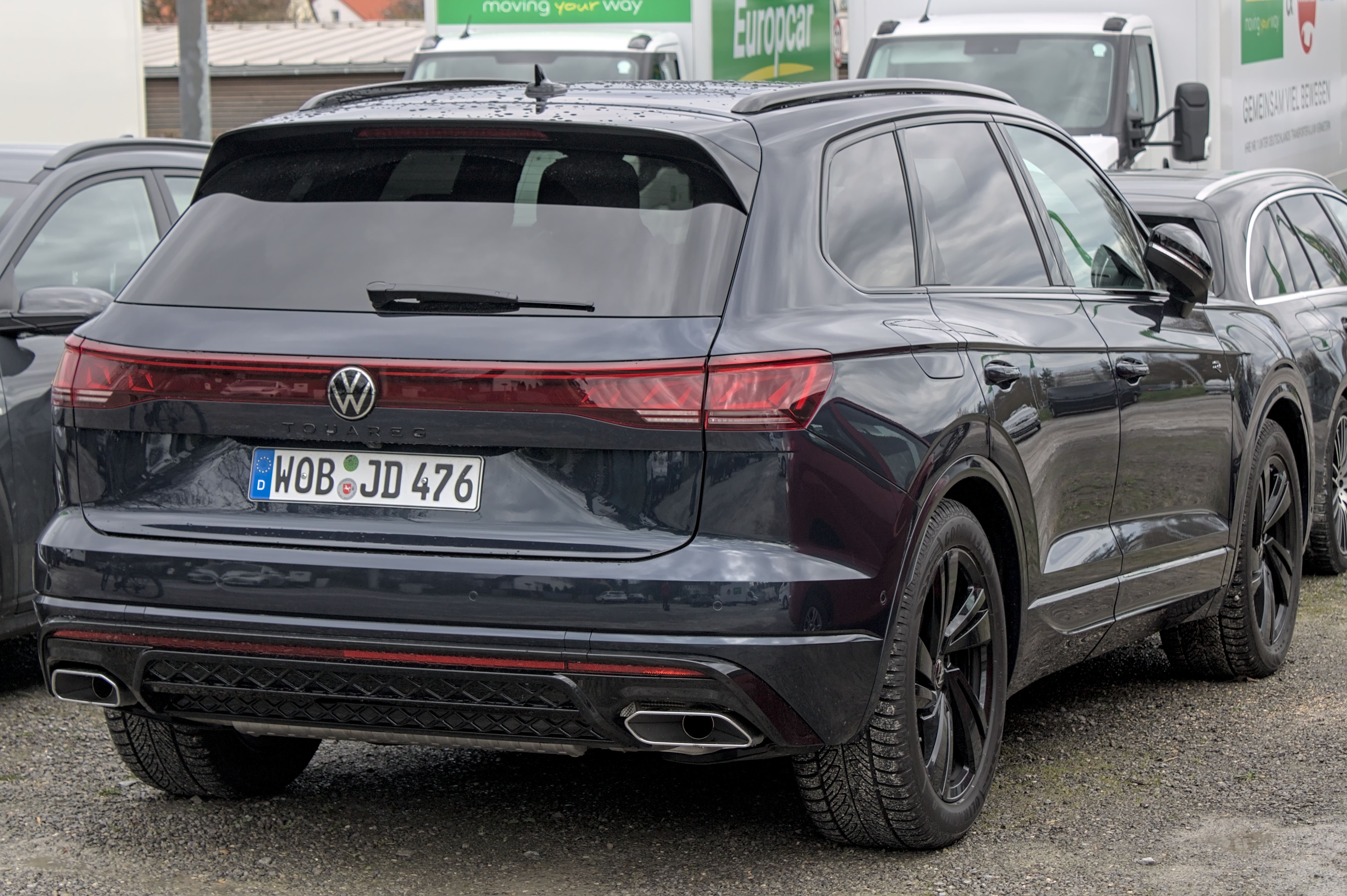
Heckansicht
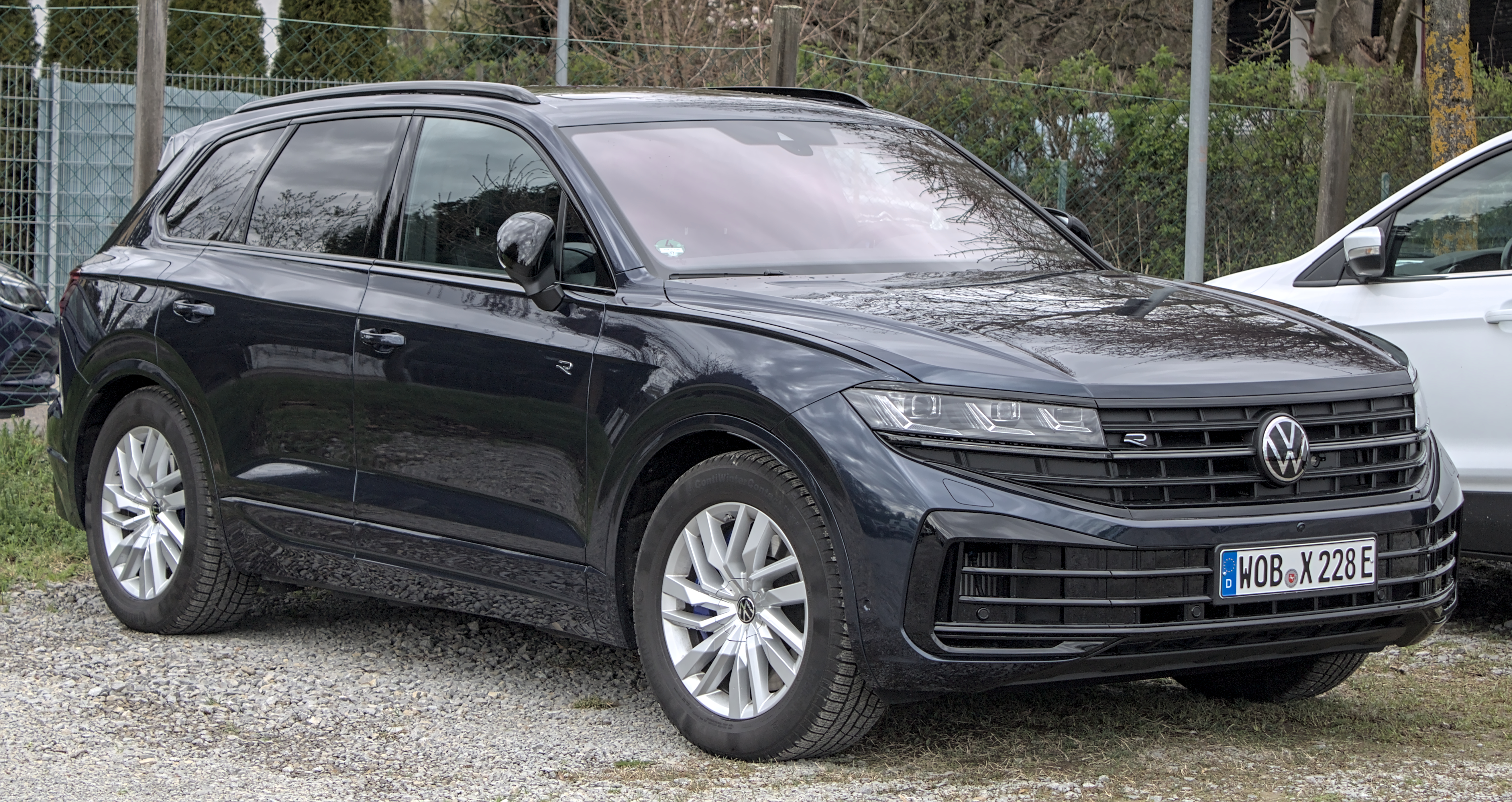
VW Touareg R (seit 2023)

## Motoren
|                                             | 2.0 TSI (1)                               | 3.0 V6 TSI                                | 3.0 V6 TSI                                | 3.0 V6 TSI                                | eHybrid                                                  | eHybrid                                                  | R                                                        | R                                                        | V6 TDI                                                                                   | V6 TDI                                                                                   | V6 TDI                                                                                   | V6 TDI                                                                                   | V6 TDI                                                                                   | V6 TDI                                                                                   | V8 TDI                                                                                   |
| ------------------------------------------- | ----------------------------------------- | ----------------------------------------- | ----------------------------------------- | ----------------------------------------- | -------------------------------------------------------- | -------------------------------------------------------- | -------------------------------------------------------- | -------------------------------------------------------- | ---------------------------------------------------------------------------------------- | ---------------------------------------------------------------------------------------- | ---------------------------------------------------------------------------------------- | ---------------------------------------------------------------------------------------- | ---------------------------------------------------------------------------------------- | ---------------------------------------------------------------------------------------- | ---------------------------------------------------------------------------------------- |
| Bauzeitraum                                 | seit Sommer 2018                          | 01/2019–10/2020                           | 10/2020–10/2023                           | seit 10/2023                              | 10/2020–10/2023                                          | seit 10/2023                                             | 10/2020–10/2023                                          | seit 10/2023                                             | 07/2018–10/2020                                                                          | 10/2020–10/2023                                                                          | seit 10/2023                                                                             | 07/2018–10/2020                                                                          | 10/2020–10/2023                                                                          | seit 10/2023                                                                             | 05/2019–09/2020                                                                          |
| Motorbaureihe                               | VW EA888                                  | VW EA839                                  | VW EA839                                  | VW EA839                                  | VW EA839                                                 | VW EA839                                                 | VW EA839                                                 | VW EA839                                                 | VW EA897evo2                                                                             | VW EA897evo3                                                                             | VW EA897evo3                                                                             | VW EA897evo2                                                                             | VW EA897evo3                                                                             | VW EA897evo3                                                                             | VW EA898                                                                                 |
| Motortyp                                    | Ottomotor in R-Bauart, Direkteinspritzung | Ottomotor in V-Bauart, Direkteinspritzung | Ottomotor in V-Bauart, Direkteinspritzung | Ottomotor in V-Bauart, Direkteinspritzung | Ottomotor in V-Bauart, Direkteinspritzung + Elektromotor | Ottomotor in V-Bauart, Direkteinspritzung + Elektromotor | Ottomotor in V-Bauart, Direkteinspritzung + Elektromotor | Ottomotor in V-Bauart, Direkteinspritzung + Elektromotor | Dieselmotor in V-Bauart, Common-Rail-Einspritzung, Dieselpartikelfilter, SCR-Katalysator | Dieselmotor in V-Bauart, Common-Rail-Einspritzung, Dieselpartikelfilter, SCR-Katalysator | Dieselmotor in V-Bauart, Common-Rail-Einspritzung, Dieselpartikelfilter, SCR-Katalysator | Dieselmotor in V-Bauart, Common-Rail-Einspritzung, Dieselpartikelfilter, SCR-Katalysator | Dieselmotor in V-Bauart, Common-Rail-Einspritzung, Dieselpartikelfilter, SCR-Katalysator | Dieselmotor in V-Bauart, Common-Rail-Einspritzung, Dieselpartikelfilter, SCR-Katalysator | Dieselmotor in V-Bauart, Common-Rail-Einspritzung, Dieselpartikelfilter, SCR-Katalysator |
| Motoraufladung                              | Turbolader                                | Turbolader                                | Turbolader                                | Turbolader                                | Turbolader                                               | Turbolader                                               | Turbolader                                               | Turbolader                                               | Turbolader                                                                               | Turbolader                                                                               | Turbolader                                                                               | Turbolader                                                                               | Turbolader                                                                               | Turbolader                                                                               | Bi-Turbolader                                                                            |
| Zylinder/Ventile                            | 4/16                                      | 6/24                                      | 6/24                                      | 6/24                                      | 6/24                                                     | 6/24                                                     | 6/24                                                     | 6/24                                                     | 6/24                                                                                     | 6/24                                                                                     | 6/24                                                                                     | 6/24                                                                                     | 6/24                                                                                     | 6/24                                                                                     | 8/32                                                                                     |
| Hubraum                                     | 1984 cm³                                  | 2995 cm³                                  | 2995 cm³                                  | 2995 cm³                                  | 2995 cm³                                                 | 2995 cm³                                                 | 2995 cm³                                                 | 2995 cm³                                                 | 2967 cm³                                                                                 | 2967 cm³                                                                                 | 2967 cm³                                                                                 | 2967 cm³                                                                                 | 2967 cm³                                                                                 | 2967 cm³                                                                                 | 3956 cm³                                                                                 |
| max. Leistung bei min−1                     | 185 kW (252 PS)/ 5000–6000                | 250 kW (340 PS)/5300–6400                 | 250 kW (340 PS)/5300–6400                 | 250 kW (340 PS)/5300–6400                 | 280 kW (381 PS)/ (2)                                     | 280 kW (381 PS)/ (2)                                     | 340 kW (462 PS)/ 5250–6400 (2)                           | 340 kW (462 PS)/ 5250–6400 (2)                           | 170 kW (231 PS)/3500–5000                                                                | 170 kW (231 PS)/3500–5000                                                                | 170 kW (231 PS)/3500–5000                                                                | 210 kW (286 PS)/ 3800                                                                    | 210 kW (286 PS)/ 3800                                                                    | 210 kW (286 PS)/ 3800                                                                    | 310 kW (421 PS)/ 3500                                                                    |
| max. Drehmoment bei min−1                   | 370 Nm/1600–4500                          | 450 Nm/1340–5300                          | 450 Nm/1340–5300                          | 450 Nm/1340–5300                          | 600 Nm/1340–5300                                         | 600 Nm/1340–5300                                         | 700 Nm/1340–5300                                         | 700 Nm/1340–5300                                         | 500 Nm/1750–3000                                                                         | 500 Nm/1500–3000                                                                         | 500 Nm/1500–3000                                                                         | 600 Nm/2250–3250                                                                         | 600 Nm/1750–3250                                                                         | 600 Nm/1750–3250                                                                         | 900 Nm/1250–3250                                                                         |
| Antriebsart, Serie                          | Allradantrieb (4Motion)                   | Allradantrieb (4Motion)                   | Allradantrieb (4Motion)                   | Allradantrieb (4Motion)                   | Allradantrieb (4Motion)                                  | Allradantrieb (4Motion)                                  | Allradantrieb (4Motion)                                  | Allradantrieb (4Motion)                                  | Allradantrieb (4Motion)                                                                  | Allradantrieb (4Motion)                                                                  | Allradantrieb (4Motion)                                                                  | Allradantrieb (4Motion)                                                                  | Allradantrieb (4Motion)                                                                  | Allradantrieb (4Motion)                                                                  | Allradantrieb (4Motion)                                                                  |
| Getriebeart, Serie                          | 8-Gang-Automatikgetriebe                  | 8-Gang-Automatikgetriebe                  | 8-Gang-Automatikgetriebe                  | 8-Gang-Automatikgetriebe                  | 8-Gang-Automatikgetriebe                                 | 8-Gang-Automatikgetriebe                                 | 8-Gang-Automatikgetriebe                                 | 8-Gang-Automatikgetriebe                                 | 8-Gang-Automatikgetriebe                                                                 | 8-Gang-Automatikgetriebe                                                                 | 8-Gang-Automatikgetriebe                                                                 | 8-Gang-Automatikgetriebe                                                                 | 8-Gang-Automatikgetriebe                                                                 | 8-Gang-Automatikgetriebe                                                                 | 8-Gang-Automatikgetriebe                                                                 |
| Leergewicht                                 | 2029 kg                                   | 2020 kg                                   | 2027 kg                                   | 2055 kg                                   | 2427 kg                                                  | 2443 kg                                                  | 2465 kg                                                  | 2481 kg                                                  | 2070 kg                                                                                  | 2092 kg                                                                                  | 2118 kg                                                                                  | 2070 kg                                                                                  | 2092 kg                                                                                  | 2118 kg                                                                                  | 2310 kg                                                                                  |
| maximale Zuladung                           |                                           | 468–845 kg                                | 783 kg                                    | 755 kg                                    | 477–658 kg                                               | 587 kg                                                   | 472–620 kg                                               | 539 kg                                                   | 464–855 kg                                                                               | 758 kg                                                                                   | 732 kg                                                                                   | 462–855 kg                                                                               | 758 kg                                                                                   | 732 kg                                                                                   | 476–760 kg                                                                               |
| Beschleunigung, 0–100 km/h                  | 6,8 s                                     | 5,9 s                                     | 5,9 s                                     | 6,1 s                                     | 6,3 s                                                    | 5,9 s                                                    | 5,1 s                                                    | 5,1 s                                                    | 7,5 s                                                                                    | 7,5 s                                                                                    | 7,7 s                                                                                    | 6,1 s                                                                                    | 6,1 s                                                                                    | 6,4 s                                                                                    | 4,9 s                                                                                    |
| Höchstgeschwindigkeit                       | 229 km/h                                  | 250 km/h                                  | 250 km/h                                  | 250 km/h                                  | 250 km/h                                                 | 250 km/h                                                 | 250 km/h                                                 | 250 km/h                                                 | 218–221 km/h                                                                             | 222 km/h                                                                                 | 222 km/h                                                                                 | 235–238 km/h                                                                             | 236 km/h                                                                                 | 236 km/h                                                                                 | 250 km/h                                                                                 |
| Kraftstoffverbrauch auf 100 km (kombiniert) | 9,0 l Super                               | 8,9 l Super                               | 8,6 l Super                               | 10,8–11,4 l Super                         | 2,6 l Super                                              | 2,2 l Super                                              | 2,8 l Super                                              | 2,2 l Super                                              | 6,6 l Diesel                                                                             | 7,0 l Diesel                                                                             | 8,0 l Diesel                                                                             | 6,6 l Diesel                                                                             | 7,0 l Diesel                                                                             | 8,0–8,5 l Diesel                                                                         | 7,4 l Diesel                                                                             |
| CO2-Emission                                |                                           | 203 g/km                                  | 196 g/km                                  | 245–259 g/km                              | 60 g/km                                                  | 50 g/km                                                  | 63 g/km                                                  | 50 g/km                                                  | 173 g/km                                                                                 | 184 g/km                                                                                 | 210 g/km                                                                                 | 173 g/km                                                                                 | 184 g/km                                                                                 | 210–222 g/km                                                                             | 195 g/km                                                                                 |
| Abgasnorm                                   |                                           | Euro 6d-TEMP                              | EURO 6d–ISC-FCM                           | Euro 6e                                   | EURO 6d–ISC-FCM                                          | Euro 6e                                                  | EURO 6d–ISC-FCM                                          | Euro 6e                                                  | Euro 6d-TEMP                                                                             | EURO 6d–ISC-FCM                                                                          | Euro 6e                                                                                  | Euro 6d-TEMP                                                                             | EURO 6d–ISC-FCM                                                                          | Euro 6e                                                                                  | Euro 6d-TEMP                                                                             |